# Hotchkiss (Colorado)
Hotchkiss is een plaats (town) in de Amerikaanse staat Colorado, en valt bestuurlijk gezien onder Delta County.

## Demografie
Bij de volkstelling in 2000 werd het aantal inwoners vastgesteld op 968.
In 2006 is het aantal inwoners door het United States Census Bureau geschat op 1087, een stijging van 119 (12,3%).

## Geografie
Volgens het United States Census Bureau beslaat de plaats een oppervlakte van
1,7 km², geheel bestaande uit land. Hotchkiss ligt op ongeveer 1690 m boven zeeniveau.

## Plaatsen in de nabije omgeving
De onderstaande figuur toont nabijgelegen plaatsen in een straal van 32 km rond Hotchkiss.